# Marotinu de Sus
Marotinu de Sus – wieś w Rumunii, w okręgu Dolj, w gminie Celaru. W 2011 roku liczyła 640 mieszkańców.